# Rijtuigen met wachtende koetsiers
Rijtuigen met wachtende koetsiers, ook wel Regendag of Stationerende rijtuigen genoemd, is een schilderij van de Nederlandse kunstschilder Willem de Zwart, geschilderd tussen circa 1890 en circa 1894, olieverf op linnen, 31,5 x 43 centimeter. Het toont een aantal wachtende koetsiers bij regenachtig weer, geschilderd in een impressionistische toets. Het werk bevindt zich thans in de collectie van het Rijksmuseum te Amsterdam.

## Context
Aan de Beeklaan te Loosduinen, Den Haag, vlak bij het Dekkersduin en de Loosduinsevaart, vestigden zich in de jaren 1880 diverse kunstschilders, waaronder Johannes Evert Hendrik Akkeringa, Charles Dankmeijer en Edzard Koning. Ook George Hendrik Breitner verbleef er korte tijd, voordat hij zich in 1886 definitief in Amsterdam vestigde. De schilderkolonie werd later aangeduid als de 'Loosduinse School'. In 1889 sloot Willem de Zwart bij hen aan. Tot 1894 zou ook hij aan de Beeklaan wonen.
In de tijd dat De Zwart aan de Beeklaan verbleef toonde hij een opvallende voorkeur voor het schilderen en etsen van stationerende rijtuigen, wellicht beïnvloed door zijn vader, die rijtuigschilder was, maar mogelijk ook door Willem Witsen, die in die periode zijn beroemde etsen van Londense cabs maakte. Hij maakte in zijn Loosduinse periode een grote serie werken met dat thema. Reeds in 1889 exposeerde hij zijn aquarel Halte de voitures op de Wereldtentoonstelling van 1889 te Parijs.

## Afbeelding
Rijtuigen met wachtende koetsiers toont een aantal koetsiers op een regenachtige dag in Den Haag, tegen de achtergrond van hoge bomen. Koetsiers droegen meestal bonte kleding en werden daarom in Amsterdam ook wel ‘aapjes’ genoemd. Hier zijn de kleuren echter verdwenen onder hun zwarte regencapes. Klaarblijkelijk wachten ze op passagiers. Het tafereel wordt weerspiegeld in het nattige plein. De Zwart schildert in een losse impressionistische toets, de verf dik aangebracht, en geeft een impressie van een stemmig en rustig stadsbeeld, duidelijk anders dan de drukke straatscènes zoals Breitner die toentertijd uitbeeldde. Op zijn eigen wijze weerspiegelt het schilderij iets typisch Hollands, met een vleugje melancholie, zoals dat kenmerkend is voor het meeste werk van De Zwart.
Lang werd verondersteld dat de plaats van handeling op het schilderij het Staatsspoor of de schouwburg moet zijn geweest. Recent werd echter de Bosbrug bij het Malieveld als de juiste locatie geïdentificeerd: het gebouw rechts blijkt 'het Wachtje' te zijn, een wachthuisje uit de negentiende eeuw en eens de Noordelijke toegangspoort tot Den Haag. Tijdens de Tweede Wereldoorlog werd het gebombardeerd en daarna afgebroken.
Van Rijtuigen met wachtende koetsiers bestaat ook een eerder aquarel met dezelfde compositie, waarin alleen de in strepen neervallende regen zwaarder wordt benadrukt. Het toont dat De Zwart de compositie nauwgezet heeft voorbereid. Daarnaast bestaat er nog een tweede, latere aquarel van dezelfde wachtende rijtuigen uit een latere tijd, waarin De Zwart zich meer concentreert op de reflecties op het natte wegdek. Het toont aan hoe na het onderwerp De Zwart aan het hart moet hebben gelegen.